# 旧城堡 (巴约讷)
旧城堡是法国大西洋比利牛斯省巴约讷的一个城堡。数个世纪以来，这座城堡已经多次重建。

## 历史

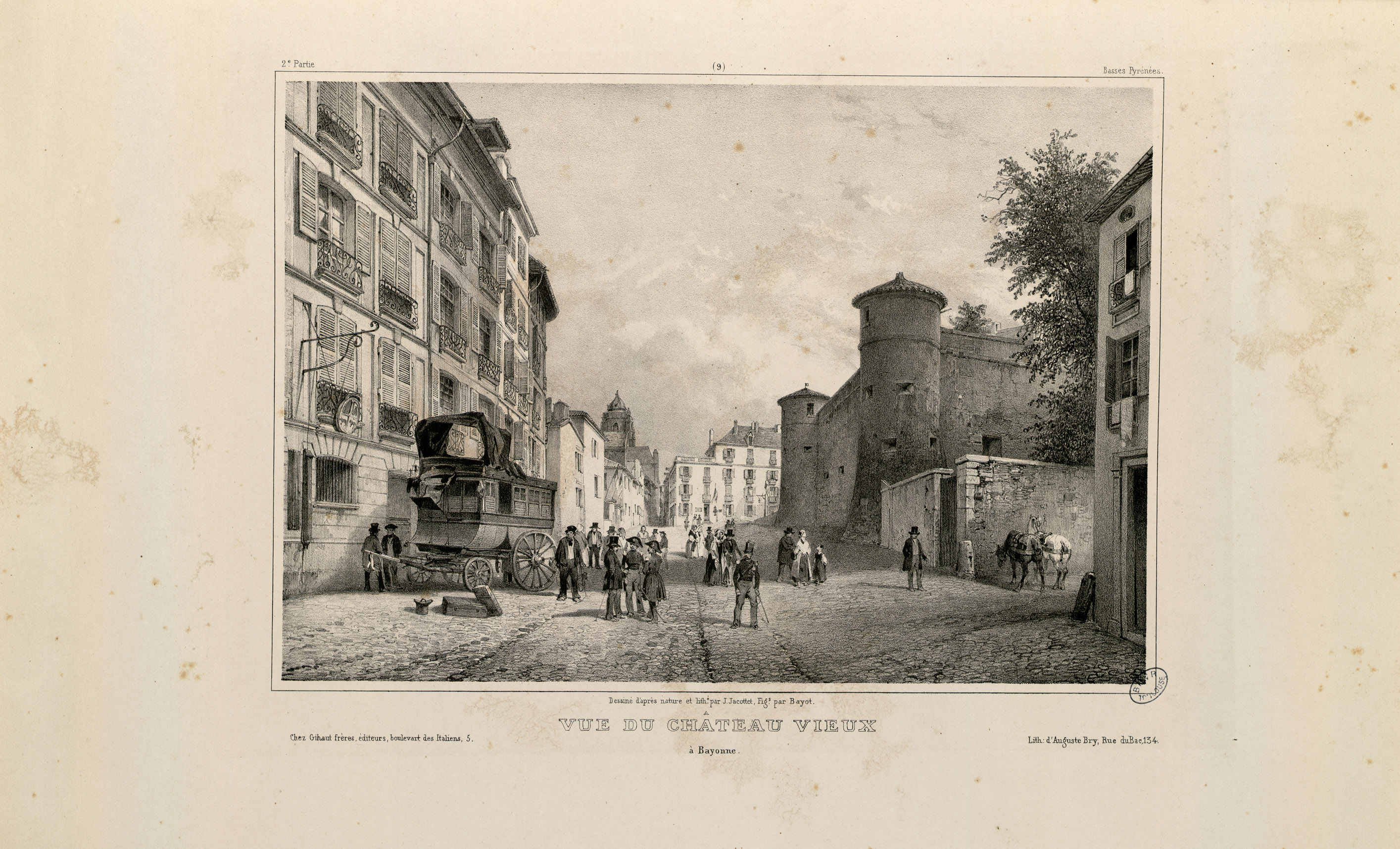

这座城堡建在一个罗马城堡“Lapurdum”的遗址上，该城堡曾是该地区的驻军和行政中心。从11世纪末开始，Labourd子爵开始建造一座城堡。1295年1月1日，巴约讷市民驱赶法国驻军进入城堡。经过十一天的围攻，城堡的法国驻军投降了。在城镇周围的三座罗马塔和城墙周围，作为他们的住所。15世纪，法国国王查理七世在小巴约讷建造了一座新城堡，守卫他刚刚从英国人手中接管的城市。
1931年11月7日，该城堡被列为法国历史遗迹。